# Nurmon Jymy 2017-2018 (pallavolo femminile)
Questa voce raccoglie le informazioni riguardanti il Nurmon Jymy nelle competizioni ufficiali della stagione 2017-2018.

## Organigramma societario
Area direttiva
- Presidente: Mauno Jokilehto

Area tecnica
- Allenatore: Kari Tuomela
- Allenatore in seconda: Tanja Eteläaho
- Scoutman: Timo Rajala

## Rosa
| N° | Nome                | Ruolo | Data di nascita   | Nazionalità sportiva |
| -- | ------------------- | ----- | ----------------- | -------------------- |
| 1  | Tanja Eteläaho      | S     | 23 agosto 1979    | Finlandia            |
| 2  | Karoliina Friberg   | C     | 3 febbraio 1994   | Finlandia            |
| 3  | Alexandra Vajdová   | S     | 15 dicembre 1989  | Slovacchia           |
| 4  | Julie Mikaelsen     | O     | 20 marzo 1990     | Norvegia             |
| 5  | Sofia Havila        | S     | 13 marzo 1998     | Finlandia            |
| 6  | Taija Kaukoranta    | P     | 21 aprile 2000    | Finlandia            |
| 7  | Julia Niemi         | P     | 11 novembre 1997  | Finlandia            |
| 8  | Sofia Norrbacka     | C     | 30 ottobre 1998   | Finlandia            |
| 9  | Sara Niemi          | C     | 25 settembre 1994 | Finlandia            |
| 10 | Pauliina Vilppola   | L     | 4 febbraio 1992   | Finlandia            |
| 11 | Roosa Rajala        | S     | 2 settembre 1999  | Finlandia            |
| 12 | Essi Hautamäki      | S     | 28 marzo 1995     | Finlandia            |
| 15 | Emmi Riikilä        | S     | 17 giugno 1999    | Finlandia            |
| 19 | Bettina Yli-Sissala | C     | 15 settembre 2000 | Finlandia            |

## Statistiche

### Statistiche dei giocatori
| Giocatrice     | L. Mestaruusliiga | L. Mestaruusliiga | L. Mestaruusliiga | L. Mestaruusliiga | L. Mestaruusliiga | Coppa di Finlandia | Coppa di Finlandia | Coppa di Finlandia | Coppa di Finlandia | Coppa di Finlandia | Totale | Totale | Totale | Totale | Totale |
| Giocatrice     | P                 | PT                | AV                | MV                | BV                | P                  | PT                 | AV                 | MV                 | BV                 | P      | PT     | AV     | MV     | BV     |
| -------------- | ----------------- | ----------------- | ----------------- | ----------------- | ----------------- | ------------------ | ------------------ | ------------------ | ------------------ | ------------------ | ------ | ------ | ------ | ------ | ------ |
| T. Eteläaho    | 12                | 14                | 5                 | 1                 | 8                 | 1                  | 0                  | 0                  | 0                  | 0                  | 13     | 14     | 5      | 1      | 8      |
| K. Friberg     | 28                | 293               | 169               | 86                | 38                | 3                  | 15                 | 12                 | 2                  | 1                  | 31     | 308    | 181    | 88     | 39     |
| E. Hautamäki   | 25                | 95                | 70                | 7                 | 18                | 3                  | 13                 | 8                  | 1                  | 4                  | 28     | 108    | 78     | 8      | 22     |
| S. Havila      | 9                 | 12                | 9                 | 1                 | 2                 | 1                  | 1                  | 1                  | 0                  | 0                  | 10     | 13     | 10     | 1      | 2      |
| T. Kaukoranta  | 20                | 4                 | 1                 | 1                 | 2                 | 2                  | 0                  | 0                  | 0                  | 0                  | 2      | 4      | 1      | 1      | 2      |
| J. Mikaelsen   | 26                | 310               | 251               | 21                | 38                | 3                  | 52                 | 48                 | 3                  | 1                  | 29     | 362    | 299    | 24     | 39     |
| J. Niemi       | 28                | 67                | 23                | 15                | 29                | 3                  | 7                  | 2                  | 2                  | 3                  | 31     | 74     | 25     | 17     | 32     |
| S. Niemi       | 19                | 94                | 52                | 26                | 16                | 3                  | 11                 | 7                  | 3                  | 1                  | 22     | 105    | 59     | 29     | 17     |
| S. Norrbacka   | 17                | 36                | 13                | 13                | 10                | 2                  | 3                  | 1                  | 0                  | 2                  | 19     | 39     | 14     | 13     | 12     |
| R. Rajala      | 11                | 4                 | 4                 | 0                 | 0                 | 2                  | 4                  | 3                  | 0                  | 1                  | 13     | 8      | 7      | 0      | 1      |
| E. Riikilä     | 24                | 225               | 178               | 13                | 34                | 3                  | 7                  | 5                  | 2                  | 0                  | 27     | 232    | 183    | 15     | 34     |
| A. Vajdová     | 28                | 411               | 326               | 27                | 58                | 3                  | 34                 | 23                 | 2                  | 9                  | 31     | 445    | 349    | 29     | 67     |
| P. Vilppola    | 28                | 0                 | 0                 | 0                 | 0                 | 3                  | 0                  | 0                  | 0                  | 0                  | 31     | 0      | 0      | 0      | 0      |
| B. Yli-Sissala | 5                 | 18                | 7                 | 4                 | 7                 | -                  | -                  | -                  | -                  | -                  | 5      | 18     | 7      | 4      | 7      |

P = presenze; PT = punti totali; AV = attacchi vincenti; MV = muri vincenti; BV = battute vincenti